# 小行星15760
15760 阿尔比恩（临时编号 1992 QB1）是繼冥王星與冥衛一之後，發現的第一顆海王星外天體，现已成為柯伊伯带中经典柯伊伯带天体的代表。
該天體是由大衛·朱維特和劉麗姮于1992年共同在夏威夷毛納基山天文台發現的。最初提議命名為歡笑（Smiley），但因為小行星1613已有同樣的名字，直到2018年1月它才具有正式的名稱，以威廉·布莱克神話中的原始巨人阿尔比恩命名，在此之前通常簡稱為QB1。

## 命名
這個小行星以英國詩人和畫家威廉·布萊克所著神話中的阿尔比恩命名。阿尔比恩是居于海島的原始巨人，他的分裂產生了四位天神：理性之神Urizen、力量之神Tharmas、感性之神Luvah以及心灵之神Urthona，分别象征人类性格的四极。阿尔比恩這個名字源於大不列顛島的古稱，也是該島已知最古老的名稱。2018年1月31日，小行星中心公佈了阿尔比恩的命名引據（M.P.C. 108697）。

## 外部連結
- The IAU circular announcing the discovery (英語)